# Eudorylas vonderdunki
Eudorylas vonderdunki är en tvåvingeart som beskrevs av Dempewolf 1998. Eudorylas vonderdunki ingår i släktet Eudorylas och familjen ögonflugor. Inga underarter finns listade i Catalogue of Life.